# Kneževska palača u Monaku
Kneževska palača u Monaku (fr. Palais de Monaco), službena rezidencija monegaške vladarske obitelji Grimaldi. Sagrađena je 1191. godine, kao đenoveška utvrda, a od kraja 13. stoljeća dom je obitelji Grimaldi, kojeg su prvi put zauzeli 1297. godine. Zbog nedostatka prostora, knezovi Monaka nisu gradili nove dvorce i palače, već su nadograđivali postojeću i obnavljali zidine. Prisutnost kneževske obitelji u palači moguće je raspoznati po zastavi na vrhu kule. Ako je kneževska obitelj unutar palače, zastava je podignuta, a ako su članovi odsutni, zastava je spuštena.